# Escuelas Públicas de la Ciudad de Alexandría
Las Escuelas Públicas de la Ciudad de Alexandría (Alexandria City Public Schools, ACPS en inglés) es el distrito escolar en Virginia, Estados Unidos. El distrito tiene escuelas en la Ciudad de Alexandria.

## Escuelas

### Escuelas secundarias
- George Washington Middle School
- Francis C. Hammond Middle School
- T.C. Williams High School Minnie Howard Campus
- T. C. Williams High School